# 소흘읍
소흘읍(蘇屹邑)은 경기도 포천시 최남부의 읍이다. 1996년 소흘면이 소흘읍으로 승격되었고, 현재 포천시에서 가장 많은 인구가 거주하고 있다. 읍행정복지센터 소재지는 송우리이다. 소홀읍이라고 잘못 알고 있는 경우가 많다.
2018년 청사 명칭을 행정복지센터로 바꿨다.

## 역사
- 1914년 4월 1일 포천군 외소면(外所面)과 내소면(內所面)을 소흘면(蘇屹面) 9개 리로 통폐합하였다.[1]

| 구 행정구역 | 신 행정구역 | 신 행정구역                              |
| ----------- | ----------- | ---------------------------------------- |
| 외소면 일원 | 소흘면 일원 | 이동교리, 송우리, 무림리, 직동리, 이곡리 |
| 내소면 일원 | 소흘면 일원 | 이가팔리, 초가팔리, 고모리, 무봉리       |
- 1996년 2월 1일 소흘읍으로 승격하였다.[2]
- 2003년 10월 19일 포천군을 포천시로 개편하였다.[3]

## 법정리
- 고모리(古毛里)
- 무림리(茂林里)
- 무봉리(茂峰里)
- 송우리(松隅里): 읍행정복지센터 소재지
- 이가팔리(二加八里)
- 이동교리(二東橋里)
- 이곡리(梨谷里)
- 직동리(直洞里)
- 초가팔리(初加八里)

## 관광
- 포천국립수목원
- 더 파크 아프리카뮤지엄 (구 아프리카예술박물관)
- 고모리성지
- 고모리카페촌
- 태봉산공원
- 충목단 - 무봉리 소재, 경기도 기념물 제102호

## 교육
- 고등학교

|  | - 동남고등학교 (송우리) - 송우고등학교 (송우리) |

- 중학교

|  | - 송우중학교 (송우리) - 대경중학교 (송우리) - 동남중학교 (송우리) - 갈월중학교 (이가팔리) |

- 초등학교

|  | - 송우초등학교 (송우리) - 이곡초등학교 (이곡리) - 추산초등학교 (송우리) - 신봉초등학교 (송우리) - 태봉초등학교 (송우리) - 축석초등학교 (이동교리) |

## 아파트
| 단지명                  | 건설사            | 시행사       | 주소                | 입주        | 비고     |
| ----------------------- | ----------------- | ------------ | ------------------- | ----------- | -------- |
| 솔모루마을 대방 (1차)   | 대방건설          | 대방건설     |                     | 2002년 11월 |          |
| 석향마을 노블랜드 (2차) | 대방건설          | 대방건설     | 태봉로 239 (송우리) | 2005년 12월 |          |
| 연봉마을 영화아이닉스   | ㈜영화건설        | ㈜영화건설   | 봉솔로 9 (송우리)   | 2005년 4월  |          |
| 송천마을 뜨란채 2단지   | 신성건설 경남기업 | 대한주택공사 | 태봉로 227 (송우리) | 2005년 4월  |          |
| 태봉마을 주공 3단지     | 신일건업㈜        | 대한주택공사 | 태봉로 153 (송우리) | 2005년 3월  |          |
| 고운마을 주공 4단지     | 마스타건설㈜      | 대한주택공사 | 태봉로 124 (송우리) | 2004년 9월  | 국민임대 |
| 추산마을 주공 5단지     | 금광건업㈜        | 대한주택공사 | 태봉로 83 (송우리)  | 2005년 11월 | 국민임대 |

## 특산물
- 수목원포도
- 이동갈비
- 광릉불고기